# Ross Parmenter
Ross Parmenter (Toronto, 30 de mayo de 1912 - Nueva York, 18 de octubre de 1999) fue un crítico musical, editor y autor canadiense, que estuvo activo principalmente en Nueva York. Escribió varios libros sobre México y fue un editor de noticias y parte del personal escritor en The New York Times por 30 años.

## Vida y carrera
Nacido en Toronto, Ontario, Parmenter se graduó del University of Trinity College, un colegio federado de la Universidad de Toronto, en 1933. Se unió al personal de The New York Times (NYT) en 1934 donde cubrió inicialmente noticias de transportes. Se unió al personal de música del periódico en 1940 y durante los siguientes 24 años escribió noticias, artículos, críticas y una columna llamada The World of Music. En 1955 fue nombrado editor de noticias musicales, posición que mantuvo hasta 1964 cuando se retiró del cargo.
Como autor, Parmenter publicó una docena de libros, muchos de ellos sobre México. Estaba particularmente interesado en la arquitectura colonial española y viajó numerosas veces a México mientras que trabajaba fuera de la ciudad de Nueva York. En los años 1940 visitó varios monasterios principales del siglo XVI en México, incluyendo la iglesia de San Miguel Arcángel en Ixmiquilpan en el estado de Hidalgo, el monasterio de San Miguel Arcángel en Huejotzingo, y el Convento de Cuilapan. De acuerdo con Richard D. Perry, "Sus descripciones de estos primeros monumentos coloniales, entonces virtualmente desconocidos para los historiadores de arte o viajeros estadounidenses, se mantienen entre los primeros reportes en inglés y merecen un interés histórico considerable". Después de su retiro, mantuvo residencia tanto en Nueva York como en Oaxaca, México.
En su libro Lawrence in Oaxaca, Parmenter discute y analiza la relación de los escritos de D. H. Lawrence con su tiempo viviendo en México. Muchos de sus trabajos resaltan las dificultades y recompensas de observar las cosas en gran detalle. Por ejemplo, en su libro The Plant in my Window comparte sus observaciones del crecimiento de una planta en su departamento de Nueva York. A través sus observaciones de la planta, aprende a dar una atención enfocada a lo que está mirando. Al aprender a mirar más cercanamente a las cosas, también aprende a dibujar, y ese aprendizaje le enseña incluso más sobre la observación enfocada. Él trabaja a través temas similares en una forma más detallada en sus libros The Awakened Eye, A Week in Yanhuitlan y Stages in a Journey.
Parmenter murió en Nueva York el 18 de octubre de 1999, a la edad de 87 años. Algunos de sus artículos están reunidos en la Biblioteca latinoamericana en la Universidad Tulane.

## Lista parcial de sus obras
- The Awakened Eye
- The Plant in my window
- School of the Soldier
- Week in Yanhuitlan
- Lawrence in Oaxaca
- Stages in a Journey
- A House for Buddha: A Memoir with Drawings
- Lienzo of Tulancingo, Oaxaca